# Desmoscolex adenotrichus
Desmoscolex adenotrichus är en rundmaskart som beskrevs av Lorenzen 1969. Desmoscolex adenotrichus ingår i släktet Desmoscolex och familjen Desmoscolecidae. Inga underarter finns listade i Catalogue of Life.